# Anthony Seymour Laughton
Anthony Seymour Laughton (29 avril 1927 - 27 septembre 2019) est un océanographe britannique.

## Biographie
Il fait ses études au Marlborough College et au King's College de Cambridge. Il travaille pour l'Institut des sciences océanographiques (aujourd'hui le Centre national d'océanographie) et en est le directeur en 1978. Il est élu membre de la Royal Society en 1980 et reçoit le titre de chevalier pour services rendus à l'océanographie lors de l'anniversaire de 1987.